# Ultra Large Crude Carrier

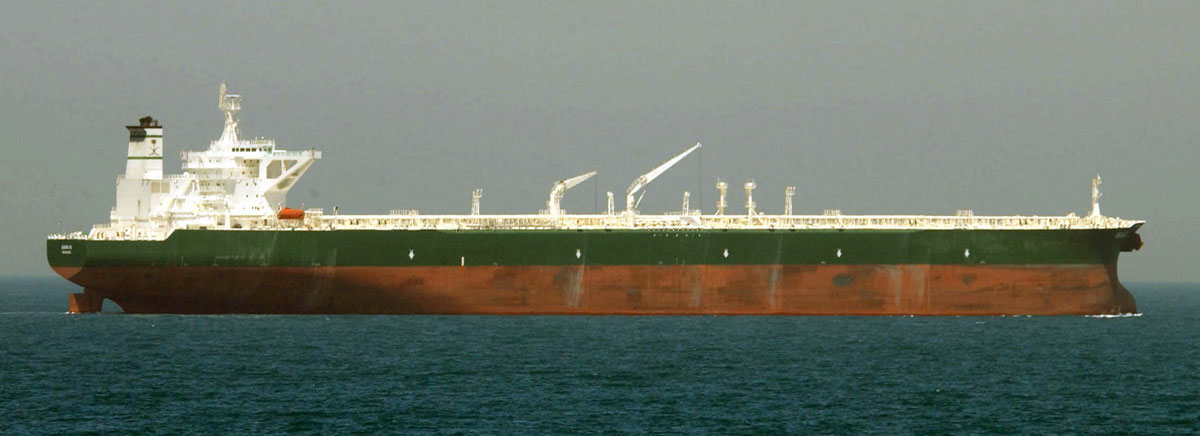
De ULCC Ab Qaiq

Een Ultra Large Crude Carrier of ULCC is een ultra grote olietanker van meer dan 320.000 ton voor vervoer van ruwe aardolie. Een dergelijke ULCC is te groot om door de Straat Malakka te varen. Om van de Perzische Golf naar China of Japan te varen, moet hij dus een omweg maken, bijvoorbeeld via Straat Lombok. Vanwege die beperking varen er maar weinig ULCCs. Om die reden zijn er ook maar weinig havens die een ULCC kunnen ontvangen. De Knock Nevis bijvoorbeeld was een ULCC, die haar laatste jaren dienstdeed als drijvende opslag Floating Storage and Offloading (FSO) nabij een booreiland.